# أم أي أر تي

إذاعة وتلفزيون أمستردام المتعدد الثقافات هي محطة اٍذاعة محلية في أمستردام. أسسها أشخاص من سورينام، كانت في الأصل تركز على المجتمع السورينامي في أمستردام، ، وهي مؤسسة غير ربحية، يديرها متطوعون عاطلون عن العمل وتمولها جهات مانحة، بالضافة للاٍعلانات.